# Bombardowanie Henderson Field (14 października 1942)
Bombardowanie Henderson Field – przeprowadzony nocą 14 października 1942 roku ostrzał artyleryjski przez japońskie pancerniki „Kongō” i „Haruna”, zajmowanego przez amerykańską 1 Dywizję Marines lotniska Henderson Field na Guadalcanalu. Trwające półtorej godziny bombardowanie z morza, było najcięższym w trakcie całej kampanii na Wyspach Salomona – w trakcie ostrzału japońskie okręty liniowe wystrzeliły w kierunku pozycji amerykańskich 973 pociski kalibru 356 mm.
Podczas bombardowania zginęło 41 z 20 000 żołnierzy amerykańskich – liczba poległych została ograniczona przez system wykopanych w ziemi schronów przeciwbombowych. Jeden z pocisków wybuchł jednak bezpośrednio w schronie, zabijając natychmiast dziewięciu zgromadzonych w nim żołnierzy, w tym dowódcę i zastępcę dowódcy nowoprzybyłej eskadry bombowców nurkujących marines. W wyniku ostrzału zniszczona została większość samolotów „Cactus Air Force” – po zakończeniu bombardowania, do lotu zdolnych było jedynie pięć ze zgromadzonych na lotnisku bombowców nurkujących Douglas SBD Dauntless i siedem samolotów myśliwskich Grumman F4F Wildcat, nie przetrwał go natomiast żaden z bombowców torpedowych Grumman TBF Avenger. Niemal w całości zaś zniszczone zostały zapasy paliwa lotniczego. Dowodzone przez admirała Takeo Kuritę bombardowanie z 14 października nie było pierwszym, ani ostatnim, ostrzałem artyleryjskim lotniska z morza, było jednak najcięższym w całej kampanii na Salomonach, i w amerykańskiej historiografii uzyskało miano The Bombardment. Większość ocalałych pilotów i pozostałych członków załóg zniszczonych samolotów, wydobyła z wraków swoich maszyn nadającą się do użytku broń i przyłączyła się do zajmujących pozycje obronne wokół lądowiska marines, tuż przed przygotowywanym przez wojska japońskie atakiem wzdłuż rzeki Matanikau.
Ostrzał lądowiska przez „Kongō” i „Harunę” nastąpił w czasie, gdy sytuacja marines na Guadalcanalu była najcięższa w całej kampanii, gdy w amerykańskim dowództwie obszaru operacyjnego w Numeii na Nowej Kaledonii oraz w Waszyngtonie istniały poważne obawy, że dowodzona przez generała Alexandra Vandegrifta dywizja, nie zdoła się utrzymać. Dowodzący w tym czasie teatrem działań środkowego Pacyfiku wiceadmirał Robert Ghormley, autoryzował już nawet gen. Vandegrifta do poddania 1 Dywizji, jeśli dojdzie do wniosku że dalsza obrona jest niemożliwa. Wśród samych zaś żołnierzy na Guadalcanalu, ostrzał spowodował dalszy spadek zaufania do marynarki amerykańskiej, gdyż marines uważali, że United States Navy nie zapewnia im wystarczającego wsparcia. Jedynym przeciwdziałaniem, jakie była w stanie podjąć marynarka tej nocy, była potyczka z 9 niszczycielami eskorty przybyłych z kotwicowiska w pobliskim Tulagi czterech kutrów torpedowych typu PT. Akcja okrętów Kurity stała się też jednym z wielu powodów odwołania ze stanowiska – cztery dni później – wiceadmirała Roberta Ghormleya, i zastąpienia go przez admirała Williama Halseya, który natychmiast przyjął znacznie bardziej agresywną postawę w kampanii.                
Bezpośrednim następstwem ostrzału było natomiast przybicie do Guadalcanalu sześciu japońskich transportowców i udane wyładowanie z nich japońskich żołnierzy wraz z większością ich zaopatrzenia. Trzy z tych statków zostały natomiast zatopione następnego dnia przez ocalałe samoloty z Henderson Field. Zachęcony sukcesem ostrzału, admirał Isoroku Yamamoto rozkazał jego ponowienie nocą z 15 na 16 października przez japońskie ciężkie krążowniki „Chōkai” i „Kinugasa”.